# Boreotrophon
Boreotrophon là một chi ốc biển, là động vật thân mềm chân bụng sống ở biển thuộc họ Muricidae, họ ốc gai.

## Các loài
Các loài thuộc chi Boreotrophon bao gồm:
- Boreotrophon alaskanus Dall, 1902[2]
- Boreotrophon albus Egorov, 1992[3]
- Boreotrophon aomoriensis (Nomura & Hatai, 1940)[4]
- Boreotrophon apolyonis (Dall, 1919)[5]
- Boreotrophon avalonensis Dall, 1902[6]
- Boreotrophon bentleyi Dall, 1908[7]
- Boreotrophon candelabrum (Reeve, 1848)[8]
- Boreotrophon cepula (Sowerby, 1880)[9]
- Boreotrophon clathratus (Linnaeus, 1767)[10]
- Boreotrophon clavatus (Sars, 1878)[11]
- Boreotrophon craticulatus (O. Fabricus, 1780)[12]
- Boreotrophon cymatus Dall, 1902[13]
- Boreotrophon dabneyi (Dautzenberg, 1889)[14]
- Boreotrophon disparilis (Dall, 1891)[15]
- Boreotrophon egorovi Houart, 1995[16]
- Boreotrophon elegantulus (Dall, 1907)[17]
- Boreotrophon eucymatus (Dall, 1902)[18]
- Boreotrophon flos Okutani, 1964[19]
- Boreotrophon gaidenkoi Houart, 1995[20]
- Boreotrophon hazardi McLean, 1996[21]
- Boreotrophon houarti Egorov, 1994[22]
- Boreotrophon kabati McLean, 1996[23]
- Boreotrophon keepi (Strong & Hertlein, 1937)[24]
- Boreotrophon macouni Dall & Bartsch, 1910[25]
- Boreotrophon mazatlanicus Dall, 1902[26]
- Boreotrophon multicostatus (Eschscholtz, 1829)[27]
- Boreotrophon okhotensis Egorov, 1993[28]
- Boreotrophon pacificus Dall, 1902[29]
- Boreotrophon pedroanus (Arnold, 1903)[30]
- Boreotrophon rotundatus Dall, 1902[31]
- Boreotrophon tolomius (Dall, 1919)[32]
- Boreotrophon triangulatus (Carpenter, 1864)[33]
- Boreotrophon tripherus Dall, 1902[34]
- Boreotrophon trophonis Egorov, 1993[35]
- Boreotrophon truncatus (Ström, 1768)[36]
- Boreotrophon xestra Dall, 1918[37]